# Back in My Arms Again
Back in My Arms Again è un singolo del trio femminile statunitense The Supremes, pubblicato nel 1965.
La canzone è stata scritta e prodotta dal trio Holland-Dozier-Holland.

## Tracce
- 7"

1. Back in My Arms Again
2. Whisper You Love Me Boy

## Formazione
- Diana Ross - voce
- Florence Ballard - cori
- Mary Wilson - cori
- The Funk Brothers - tutti gli strumenti

## Cover
Il cantante statunitense Michael Bolton ha inciso una cover del brano nel suo album Michael Bolton (1983).

## Classifiche
| Classifica (1965) | Posizione raggiunta |
| ----------------- | ------------------- |
| Stati Uniti       | 1                   |